# Đỗ Mười
Đỗ Mười (tên thật là Nguyễn Duy Cống, 2 tháng 2 năm 1917 – 1 tháng 10 năm 2018) là một chính trị gia người Việt Nam. Ông từng đảm nhiệm chức vụ Chủ tịch Hội đồng Bộ trưởng thứ 3 của nước Cộng hòa Xã hội Chủ nghĩa Việt Nam vào năm 1988 và Tổng bí thư Ban chấp hành Trung ương Đảng Cộng sản Việt Nam thứ 9 khi Đại hội Đảng toàn quốc lần thứ VII kết thúc không lâu sau đó. Ông là nhà lãnh đạo cao nhất Việt Nam từ năm 1991 đến năm 1997, và vẫn có ảnh hưởng đến chính trị Việt Nam sau khi nghỉ hưu năm 1997.
Tham gia hoạt động cách mạng từ những năm 1930 và gia nhập Đảng Cộng sản Đông Dương từ tháng 6 năm 1939, Đỗ Mười từng bị thực dân Pháp bắt giam và bị kết án tù. Sau khi Cách mạng tháng Tám thành công, Đỗ Mười được phân công làm Bí thư Tỉnh ủy của các tỉnh Hà Đông, Nam Định, Hà Nam, Ninh Bình, Hòa Bình và Bí thư Thành ủy Hải Phòng. Đến năm 1955, Đỗ Mười trở thành Ủy viên dự khuyết Ban Chấp hành Trung ương Đảng Cộng sản Việt Nam khóa II. Sau ngày Việt Nam tái lập thống nhất, năm 1976, Đỗ Mười trở thành Ủy viên dự khuyết Bộ Chính trị. Ông đã có một thời gian dài đảm nhiệm chức vụ Phó Thủ tướng Chính phủ (1969–1981) và Phó Chủ tịch Hội đồng Bộ trưởng (1981–1987). Đỗ Mười đã chiến thắng trước Võ Văn Kiệt trong một cuộc bầu cử để trở thành vị Chủ tịch Hội đồng Bộ trưởng tiếp theo, sau sự ra đi đột ngột của người tiền nhiệm là Phạm Hùng.
Sau khi rời chức vụ Chủ tịch Hội đồng Bộ trưởng để đảm nhiệm chức vụ Tổng Bí thư, Đỗ Mười đã duy trì các chính sách điều hành đất nước của người tiền nhiệm Nguyễn Văn Linh, bao gồm cơ chế tập thể lãnh đạo và chương trình Đổi Mới. Ông được bầu giữ chức vụ này liên tiếp trong hai nhiệm kỳ, nhưng lại quyết định về hưu ngay trước khi kết thúc nhiệm kỳ thứ hai trong Hội nghị Trung ương 4 của Ban chấp hành Trung ương khóa VIII vào năm 1997. Thay vào đó là làm Ủy viên Hội đồng Cố vấn Ban chấp hành Trung ương Đảng Cộng sản Việt Nam từ năm 1997 đến khi chức vụ này bị bãi bỏ vào năm 2001.
Mặc dù chính thức nghỉ hưu từ năm 1997, Đỗ Mười vẫn là nhân vật có ảnh hưởng trong nền chính trị Việt Nam và tạo ra những tác động đáng kể đến các quyết định của Đảng Cộng sản Việt Nam và Nhà nước Việt Nam. Đỗ Mười được báo chí nhìn nhận là một nhà lãnh đạo vừa bảo thủ, vừa đổi mới, khi là vị Thủ tướng cuối cùng của thời kỳ Chiến tranh Lạnh và vị Tổng Bí thư đầu tiên của thời kỳ hậu Chiến tranh Lạnh.

## Thân thế và buổi đầu sự nghiệp
Đỗ Mười sinh ngày 2 tháng 2 năm 1917 tại thôn Đông Phù, xã Đông Mỹ, huyện Thanh Trì (nay là xã Nam Phù), thành phố Hà Nội. Xuất thân trong một gia đình trung nông. Dòng họ Nguyễn Duy của ông là hậu duệ Định quốc công Nguyễn Bặc, khai quốc công thần nhà Đinh. Cha của ông tên là Nguyễn Duy Trinh, sinh được 7 người con (4 trai, 3 gái). Cùng gia tộc có ông Nguyễn Thọ Chân cùng hoạt động cách mạng vào đảng cùng ngày với Đỗ Mười. Năm 1936, ông tham gia Phong trào Mặt trận Dân chủ Đông Dương (1936–1939). Năm sau, ông tham gia Tổ chức Ái hữu thợ mỏ Hòn Gai tại Quảng Ninh. Năm 1938, ông về quê hoạt động, vào Công Hội, vận động phong trào ủng hộ Liên Xô. Tháng 6 năm 1939, ông gia nhập Đảng Cộng sản Đông Dương.
Năm 1941, ông bị chính quyền Pháp bắt giam và bị kết án 10 năm tù, giam tại Hỏa Lò. Ngày 9 tháng 3 năm 1945, nhân sự kiện Nhật đảo chính Pháp, Đỗ Mười vượt ngục, sau đó bắt liên lạc và tham gia Ban khởi nghĩa Tỉnh ủy Hà Đông phụ trách phong trào cách mạng huyện Ứng Hoà và Mỹ Đức. Trong Tổng khởi nghĩa tháng Tám, ông phụ trách khởi nghĩa tỉnh Hà Đông.

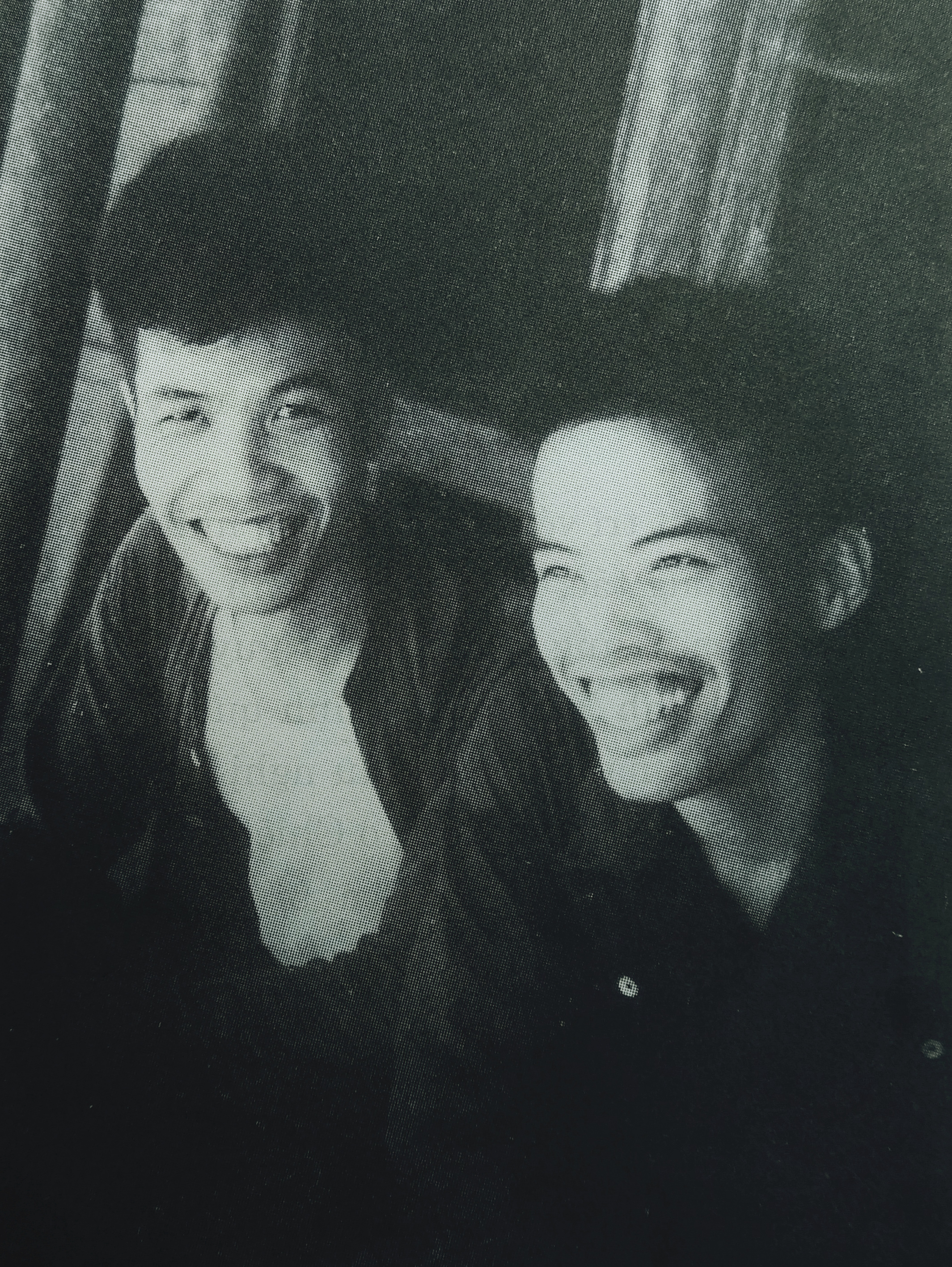
Đỗ Mười, Bí thư khu ủy Khu Tả Ngạn và Đặng Tính, Tư lệnh khu Tả Ngạn năm 1952

Sau Cách mạng Tháng Tám, ông được phân công lần lượt giữ các giữ chức vụ Bí thư Tỉnh ủy Hà Đông, Bí thư Tỉnh ủy Hà Nam, Bí thư Tỉnh ủy kiêm Chủ tịch Ủy ban Kháng chiến tỉnh Nam Định và Khu ủy viên Khu 3. Trong khoảng thời gian từ 1948 đến 1949, ông giữ chức Bí thư Tỉnh ủy Ninh Bình, và sau đó là Bí thư Tỉnh ủy Hòa Bình. Năm 1950, ông được bầu làm Phó Bí thư Liên khu ủy 3 kiêm Phó Chủ tịch Ủy ban Kháng chiến Hành chính Liên khu 3, Chính ủy kiêm Tư lệnh Liên khu 3 (gồm các tỉnh: Nam Định, Hà Nam, Ninh Bình, Hòa Bình, Hà Đông, Sơn Tây, Hải Dương, Hưng Yên, Kiến An, Hải Phòng, Thái Bình). Trong khoảng năm 1952 đến 1954, ông giữ chức Bí thư Khu ủy Tả ngạn kiêm Chủ tịch Ủy ban Kháng chiến Hành chính và Chính ủy Quân khu Tả ngạn, theo sắc lệnh số 111/SL được Chủ tịch Hồ Chí Minh ký ngày 6 tháng 9 năm 1952 (gồm các tỉnh, thành: Hưng Yên, Hải Dương, Thái Bình, Kiến An, Hải Phòng).
Sau Hiệp định Genève 1954 và chính quyền Việt Nam Dân chủ Cộng hòa tiếp quản miền Bắc, năm 1955, Đỗ Mười được phân công giữ chức vụ Bí thư Thành ủy Hải Phòng kiêm Chủ tịch Ủy ban quân chính sau đó là Chủ tịch Ủy ban Hành chính thành phố Hải Phòng (từ tháng 8 năm 1955) theo sắc lệnh số 234/SL được Chủ tịch Hồ Chí Minh ký ngày 5 tháng 8, làm Trưởng ban chỉ đạo tiếp quản khu 300 ngày (nơi Pháp tập kết 300 ngày tại Hải Phòng trước khi rút khỏi hoàn toàn miền Bắc Việt Nam).
Tháng 3 năm 1955, ông được bầu làm Ủy viên dự khuyết Ban Chấp hành Trung ương Đảng Cộng sản Việt Nam khóa II (1951–1960).

### Hoạt động trong Chính phủ

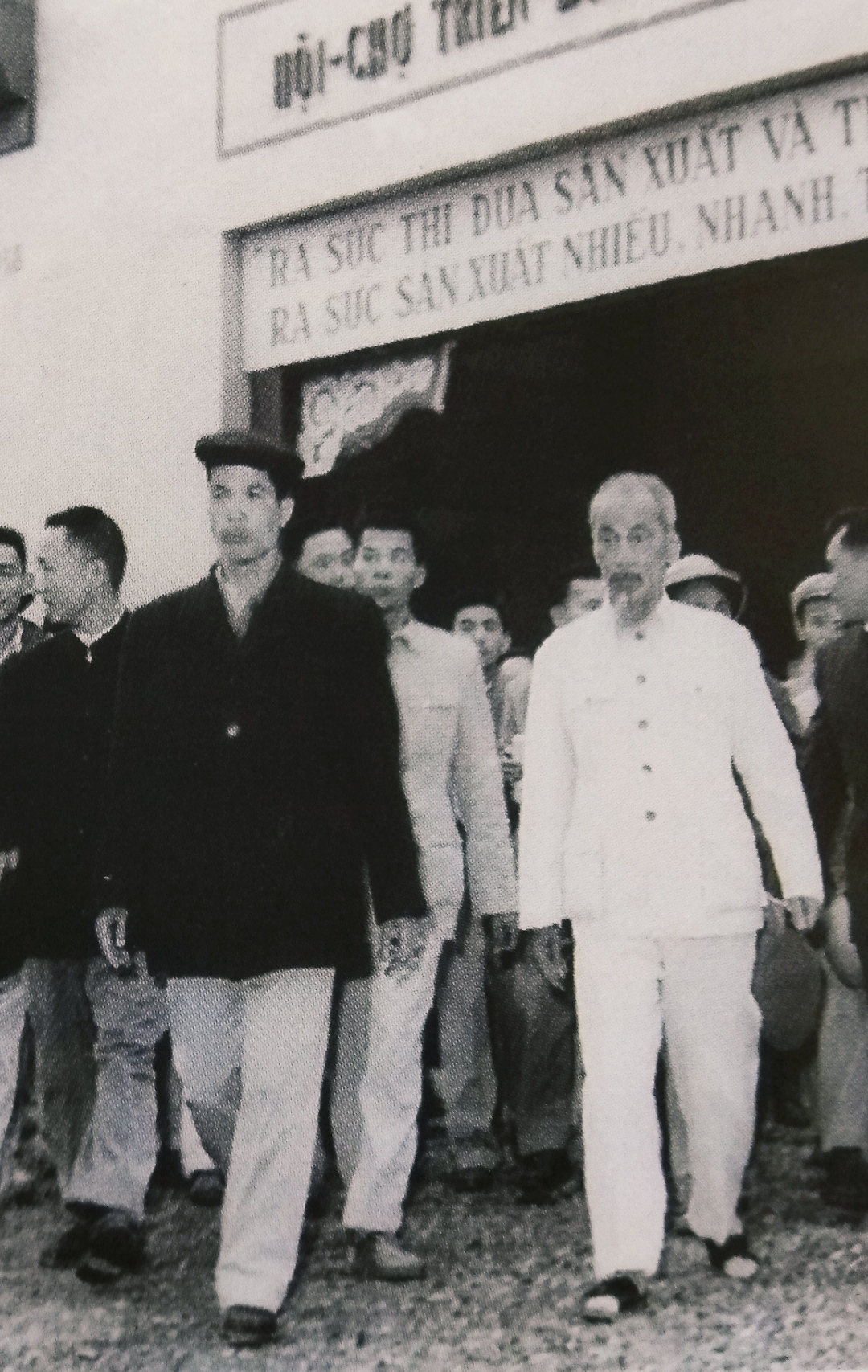
Bộ trưởng Đỗ Mười (áo đen) và Chủ tịch Hồ Chí Minh tại Triển lãm Tiểu thủ công nghiệp ngày 21 tháng 2 năm 1958

Năm 1956, Đỗ Mười được điều động giữ chức vụ Thứ trưởng Bộ Công thương, kiêm Phó Trưởng ban Quản lý Thị trường Trung ương. Năm 1958, Bộ Công thương được tách ra thành Bộ phụ trách phần công tác thương nghiệp nội địa và Bộ phụ trách phần công tác ngoại thương. Ông được bổ nhiệm làm Bộ trưởng phụ trách công tác thương nghiệp nội địa, về sau chính thức gọi là Bộ Nội thương. Năm 1960, Đỗ Mười được bầu làm Ủy viên Ban Chấp hành Trung ương Đảng khóa 3, nước Việt Nam Dân chủ Cộng hòa. Từ năm 1961 đến 1969, ông giữ chức Chủ nhiệm Ủy ban Vật giá Nhà nước, Trưởng phái đoàn thanh tra của chính phủ. Năm 1969, Đỗ Mười được bổ nhiệm làm Phó Thủ tướng, Chủ nhiệm Văn phòng kinh tế Phủ Thủ tướng theo sắc lệnh số 123-LTC được Chủ tịch Hồ Chí Minh ký ngày 18 tháng 8 cùng năm. Năm 1971, ông được bầu làm Phó Thủ tướng Chủ nhiệm Ủy ban kiến thiết cơ bản.
Năm 1973, Đỗ Mười trở thành Phó Thủ tướng Chính phủ kiêm Bộ trưởng Bộ Xây dựng khi sáp nhập Ủy ban Kiến thiết cơ bản và Bộ Kiến trúc. Ông được phân công làm Trưởng Ban xây dựng Lăng Chủ tịch Hồ Chí Minh, Phó Chủ tịch Hội đồng chi viện tiền tuyến Trung ương (phụ trách xây dựng đường ống dẫn dầu bí mật chi viện từ Bắc vào Nam) và chống phong toả Cảng Hải Phòng, Trưởng Ban Chỉ đạo xây dựng Nhà máy thủy điện Hòa Bình.

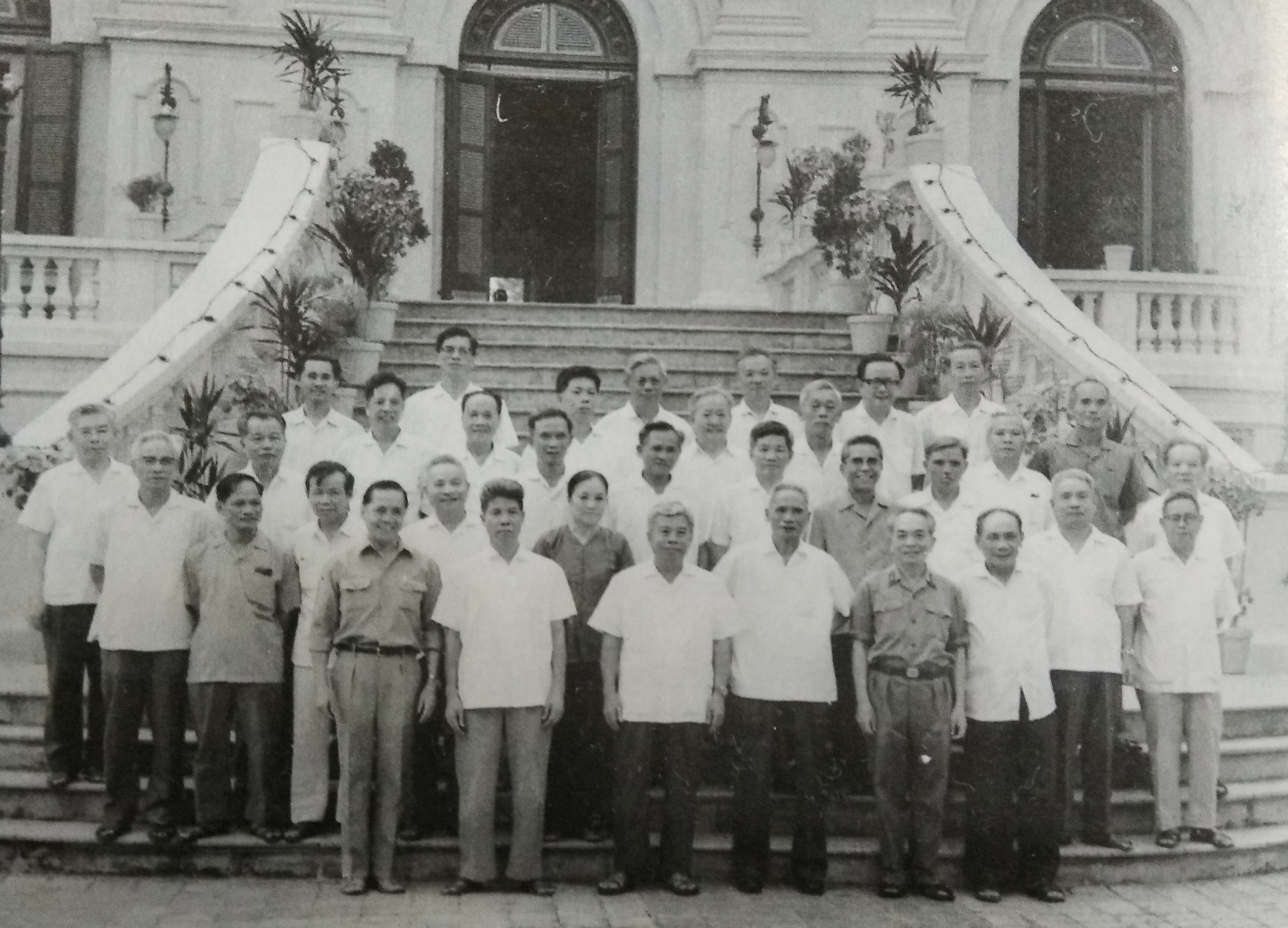
Thành viên Chính phủ năm 1976, phó Thủ tướng Đỗ Mười đứng hàng đầu, thứ 2 từ trái sang

Sau ngày Việt Nam tái lập thống nhất, năm 1976, Đỗ Mười được bầu vào Ban Chấp hành Trung ương và Ủy viên dự khuyết Bộ Chính trị khóa 4, vào Quốc hội khóa 6, tiếp tục giữ chức Phó Thủ tướng Chính phủ nhiệm kỳ 1976–1981. Năm 1977, Đỗ Mười làm Phó Thủ tướng kiêm nhiệm Trưởng ban Cải tạo Công thương nghiệp Xã hội chủ nghĩa, phụ trách vấn đề cải tạo công thương nghiệp theo lối xã hội chủ nghĩa tại miền nam Việt Nam. Năm 1981, ông trở thành Phó Chủ tịch Hội đồng Bộ trưởng Việt Nam. Năm 1982, Đỗ Mười được bầu vào Ban Chấp hành Trung ương, Ủy viên Bộ Chính trị khóa 5, tiếp tục giữ chức Phó Chủ tịch Hội đồng Bộ trưởng. Năm 1986, ông tiếp tục được bầu vào Ban Chấp hành Trung ương, Ủy viên Bộ Chính trị và Thường trực Ban Bí thư khóa 6. Giai đoạn 1988–1991, ông là thủ tướng Chính phủ thứ 3 của Việt Nam thống nhất khi giữ chức vụ Chủ tịch Hội đồng Bộ trưởng. Ông cũng là Phó Chủ tịch Hội đồng quốc phòng trong suốt thời gian này.

### Đại biểu Quốc hội
Năm 1960, Đỗ Mười trúng cử Đại biểu Quốc hội Việt Nam khóa II thuộc đoàn đại biểu thành phố Hải Phòng. Từ năm 1971 đến năm 1997, Đỗ Mười trở thành Đại biểu Quốc hội Việt Nam liên tục trong 6 khóa từ khóa IV đến khóa IX.

## Chủ tịch Hội đồng Bộ trưởng

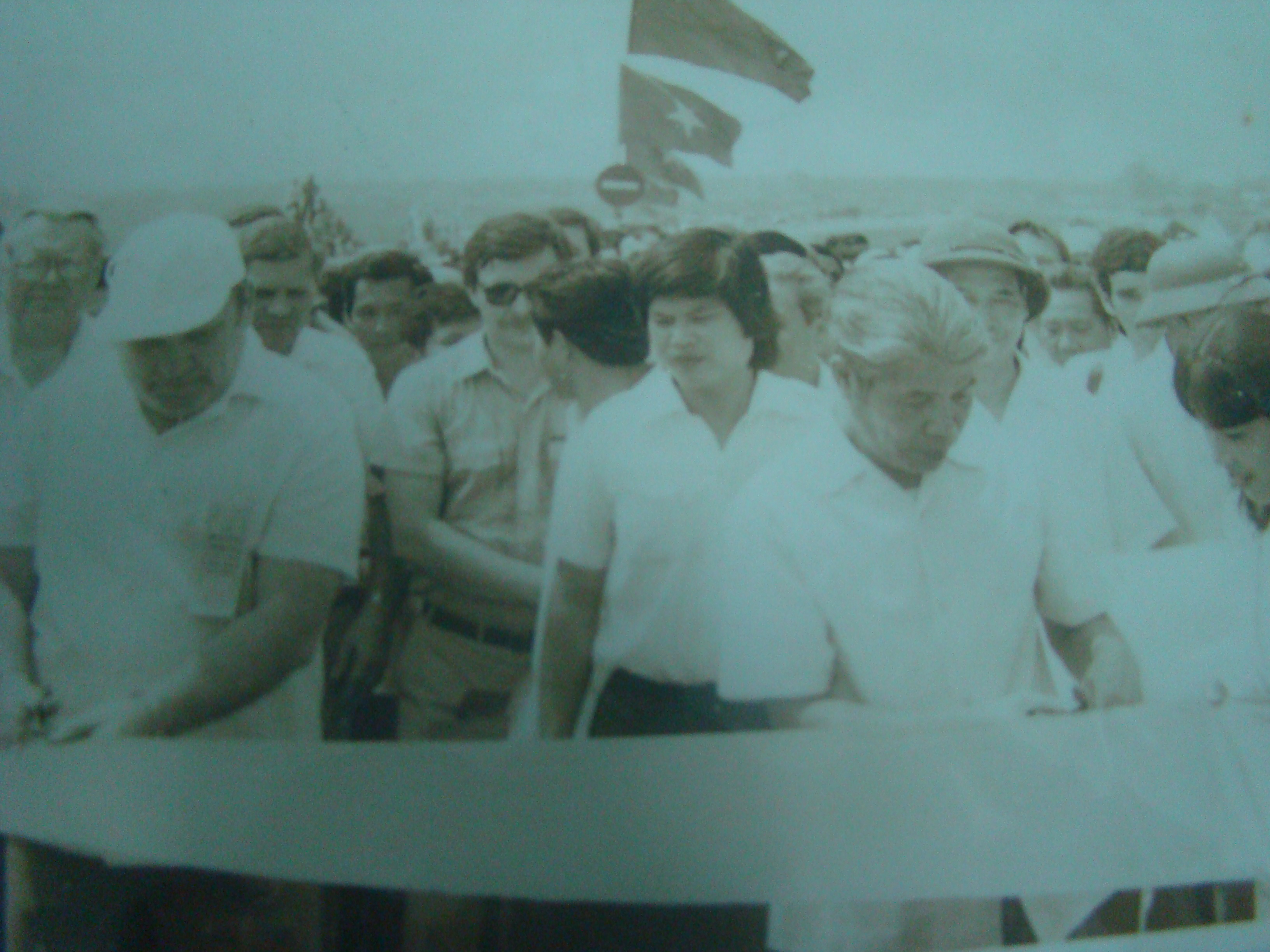
Phó Chủ tịch Hội đồng Bộ trưởng Đỗ Mười và Đại sứ Liên Xô cắt băng khánh thành cầu Thăng Long tại Hà Nội, tháng 5 năm 1985

Ngày 10 tháng 3 năm 1988, Chủ tịch Hội đồng Bộ trưởng Phạm Hùng đột ngột qua đời trong một chuyến công tác tại miền Nam. Theo quy định của Hiến pháp, ngày 11 tháng 3 năm 1988, Võ Văn Kiệt, lúc này đang là Phó chủ tịch thường trực Hội đồng Bộ trưởng được cử làm quyền Chủ tịch Hội đồng cho đến khi Quốc hội bầu lãnh đạo Chính phủ mới. Đến ngày 22 tháng 6 năm 1988, Quốc hội bỏ phiếu bầu chức danh Chủ tịch Hội đồng Bộ trưởng với 2 ứng cử viên do Ban chấp hành Trung ương giới thiệu và đại biểu Quốc hội đề cử là Đỗ Mười và Võ Văn Kiệt, kết quả, Đỗ Mười giành chiến thắng trong cuộc bầu cử Chủ tịch Hội đồng Bộ trưởng trước Võ Văn Kiệt và trở thành người kế nhiệm tiếp theo.
Thời gian ông nắm quyền là thời điểm tiến hành công cuộc Đổi Mới, với trách nhiệm của một vị Chủ tịch Hội đồng Bộ trưởng, Đỗ Mười đã hỗ trợ thực hiện chương trình cải cách. Vào tháng 4 năm 1987, nông dân miền Nam Việt Nam đã bắt đầu phản đối nông nghiệp tập thể, một số nông dân thậm chí đã chiếm đóng các văn phòng chính phủ. Phản ứng của các cơ quan chức năng đối với sự kiện này có khác nhau; Đỗ Mười cho rằng năng suất thấp trong nông nghiệp là vấn đề mang tính tổ chức và không mang tính hệ thống. Ông tuyên bố rằng năng suất đã bị ảnh hưởng bởi nguồn lực sẵn có, nhưng do nguồn lực thay đổi theo khu vực, giải pháp sẽ là quản lý phân cấp. Các hợp tác xã sẽ dựa vào quy hoạch chi tiết của địa phương, được kiểm tra thường xuyên, với sự quản lý và tổ chức tốt. Đỗ Mười tin rằng giải pháp này sẽ giải quyết các chi phí lãng phí cho nông nghiệp và việc phân bổ đất đai và sử dụng đất đai không phù hợp.
Việt Nam đã từng trải qua nhiều đợt lạm phát tăng rất mạnh, thậm chí là 3 chữ số. Ông Lê Đức Thúy, nguyên Thống đốc Ngân hàng Nhà nước Việt Nam từng cho biết: "Tôi là người từng tham gia nhóm tư vấn cố Tổng Bí thư Đỗ Mười (khi đó ông Đỗ Mười là Chủ tịch Hội đồng Bộ trưởng) về chống lạm phát. Khi ông Đỗ Mười lên làm Chủ tịch Hội đồng Bộ trưởng năm 1988, lạm phát vẫn còn rất cao. Đến đầu năm 1989, lạm phát vẫn ở 9%/tháng và nếu đà tiếp diễn thì sẽ đạt 110%/năm. Lúc bấy giờ có hơn 40 đề án chống lạm phát gửi đến từ rất nhiều cơ quan cả trong và ngoài nước. Thậm chí có tổ chức nước ngoài sáng kiến cho Việt Nam vay 2 tỷ USD để chống lạm phát. Ông Đỗ Mười đọc hết nhưng chưa tán thành bất kỳ đề án nào. Sau đó, ông đồng ý đề án với nhiều giải pháp như lãi suất dương, cổ phần hóa doanh nghiệp Nhà nước, đổi mới hệ thống tài chính, tiền tệ, ngân hàng, cho buôn bán tự do theo các nguyên tắc của thị trường... Trong báo cáo của chương trình phát triển của Liên hiệp quốc tháng 12 năm 1990 đã đánh giá cao những kết quả của công cuộc chống lạm phát ở Việt Nam. Bản báo cáo viết: "Các biện pháp ổn định tài chính và tiền tệ mà Chính phủ áp dụng để chống lạm phát đã thành công một cách phi thường trong năm 1989" (trích báo cáo về nền kinh tế Việt Nam, chương trình phát triển của Liên hợp quốc, tháng 12 năm 1990, trang 56). Cùng với một số biện pháp khác, việc triển khai đề án đã giúp đưa lạm phát năm 1989 xuống còn khoảng 35-40%, trong khi đề án dự kiến phải đến năm 1990 mới đạt được và xuống chỉ còn 10% vào năm 1992."
Tại kỳ họp thứ 9, Quốc hội khoá VIII vào tháng 8 năm 1991, Võ Văn Kiệt được Quốc hội bầu giữ chức Chủ tịch Hội đồng Bộ trưởng, sau khi Đỗ Mười chuẩn bị được bầu làm Tổng Bí thư.

## Tổng Bí thư

### Nhiệm kỳ thứ nhất (1991–1996)

#### Đối nội
Đỗ Mười được bầu làm Tổng Bí thư tại phiên họp lần thứ nhất của Đại hội Đảng toàn quốc lần thứ VII sau khi người tiền nhiệm là Nguyễn Văn Linh quyết định xin từ nhiệm do sức khỏe kém. Đỗ Mười là đại diện của những chính trị gia truyền thống; các quan chức Đảng, nhà tư tưởng và những người ủng hộ vai trò chủ đạo trong nền kinh tế của nhà nước đã ủng hộ ông. Trong khi đó, Võ Văn Kiệt, Thủ tướng, là người có tư tưởng cải cách, và Lê Đức Anh làm Chủ tịch nước, là đại diện cho lực lượng quân đội.
Sự phân chia quyền hành pháp dẫn đến việc cải tổ Hiến pháp năm 1992. Hiến pháp đã giảm quyền hạn của Tổng Bí thư và trong khi Hiến pháp coi Tổng Bí thư là lãnh đạo của Đảng, ông không có quyền hành pháp hoặc lập pháp trực tiếp. Tuy nhiên, Điều 4 nhấn mạnh vai trò của Đảng Cộng sản là "lực lượng lãnh đạo Nhà nước và xã hội", tạo cho Tổng Bí thư quyền điều chỉnh chính sách tổng thể. Hiến pháp năm 1992 đã dẫn đến sự biến mất dần của những nhân vật cứng rắn trong Đảng kiểu như Lê Duẩn. Theo lời của chính Đỗ Mười: "Trong việc lãnh đạo xây dựng bộ máy nhà nước và bổ nhiệm các quan chức nhà nước, Đảng đưa ra quan điểm, nguyên tắc và định hướng hướng dẫn liên quan đến việc tổ chức bộ máy nhà nước, [Đảng] xem xét và đưa ra những gợi ý về các điểm mà Nhà nước nêu ra, sau đó để Nhà nước ra quyết định."
Tại Đại hội VII, phần lớn ghế của Bộ Chính trị đã thuộc về những người ủng hộ kinh tế Nhà nước. Cùng với nhóm quân sự/an ninh mới nổi trong Bộ Chính trị và Ban chấp hành Trung ương Đảng, các nhà lãnh đạo mới của Đảng tập trung vào an ninh và tính ổn định hơn các lãnh đạo tiền nhiệm khóa trước. Năm 1994, bốn thành viên mới được bổ nhiệm vào Bộ Chính trị, tất cả đều phản đối những cải cách quá nhanh chóng. Mặc dù được thực hiện một cách thận trọng, việc cải tạo kinh tế đã chứng minh sự thành công và tăng trưởng kinh tế cao giữa các Đại hội Đảng lần thứ VII và thứ VIII trung bình là 8%/năm. Tốc độ tăng trưởng này không thể duy trì bền vững trong thời gian dài nếu không gia tăng cải cách. Tuy nhiên, nhiều người tin rằng việc cải cách quá vội vã sẽ dẫn đến sự bất ổn và thậm chí có thể đe dọa sự tồn tại của nhà nước. Những người ủng hộ cải cách thì tin rằng tăng trưởng nhanh hơn sẽ giúp tăng cường an ninh (và tính chính danh của Đảng Cộng sản). Tuy nhiên, với cuộc khủng hoảng tài chính châu Á vào cuối những năm 1990, tốc độ tăng trưởng giảm mạnh xuống còn 2%.
Sự phân hóa quan điểm trong nội bộ Đảng tiếp tục diễn ra giữa Đại hội Đảng lần thứ VII và thứ VIII. Trong khi các nhà cải cách do Thủ tướng Võ Văn Kiệt lãnh đạo muốn đưa Việt Nam gia nhập nền kinh tế toàn cầu bằng các phương tiện kiểu mới – có nghĩa là tách biệt hoàn toàn với mô hình kinh tế tập trung Marxist-Leninist – trong khi những chính khách truyền thống muốn nền kinh tế thị trường định hướng xã hội chủ nghĩa được kiểm soát bởi các doanh nghiệp nhà nước của Việt Nam, lấy nguyên mẫu từ thành công của mô hình Chaebol của Hàn Quốc. Cách tiếp cận nhằm đạt đồng thuận của Đảng đã nhanh chóng chấm dứt. Trong một bức thư năm 1995 gửi Bộ Chính trị, sau đó bị rò rỉ đến cánh báo chí, Thủ tướng Võ Văn Kiệt đã viết: "để huy động trí tuệ của tất cả mọi lực lượng trong Đảng, phải có dân chủ không thỏa hiệp". Thủ tướng Võ Văn Kiệt đã tuyên bố rằng kinh tế nhà nước phải thu hẹp lại để có không gian cho phát triển kinh tế tư nhân. Ông nói rằng Việt Nam nên hạn chế quan hệ với các nước xã hội chủ nghĩa còn lại, Đảng Cộng sản không nên can thiệp quá nhiều vào các vấn đề của Chính phủ và phải đặt vấn đề quốc gia lên trên các vấn đề của Chính phủ. Đáp lại, những người phản đối đã cử Ủy viên Bộ Chính trị Nguyễn Hà Phan đi các tỉnh khắp đất nước để chỉ trích Thủ tướng Võ Văn Kiệt rằng ông ta đã xa rời khỏi chủ nghĩa xã hội. Trong khi sự phân hóa tiếp tục, Tổng Tham mưu trưởng Quân đội nhân dân Việt Nam, Thượng tướng Đào Đình Luyện đã về hưu và Nguyễn Hà Phan đã bị loại ra khỏi Bộ Chính trị vào tháng 4 năm 1996 vì bị phát hiện từng làm nội gián cho đối phương.
Một chiến dịch vận động được khởi xướng do Đào Duy Tùng, Thường trực Bộ Chính trị, Tổng biên tập Tạp chí Cộng sản đứng đầu. Nhờ có sự ủng hộ trong Đảng, Đào Duy Tùng đã lấy được quyền kiểm soát chưa từng có đối với công tác sắp xếp nhân sự và dự thảo Báo cáo chính trị cho Đại hội Đảng toàn quốc lần thứ VIII, tuy nhiên, tại cuộc họp Hội nghị Trung ương lần thứ 10 của Ban chấp hành Trung ương khóa VII, ông bị phê bình là "hành vi phản dân chủ", lạm quyền và đã không được tái đắc cử vào Bộ Chính trị khóa VIII, chỉ chiếm 10% số phiếu. Thất bại của Đào Duy Tùng, người được chọn kế nhiệm Đỗ Mười, đã dẫn đến một sự thỏa hiệp: Tổng Bí thư, Thủ tướng và Chủ tịch nước đã được tái đắc cử tại Đại hội VIII mà không có đa số phiếu để cân bằng quan điểm trong nội bộ đảng. Tuy nhiên, thay đổi đáng kể trong lãnh đạo Đảng đã xảy ra và lần đầu tiên trong nhiều năm, các nhân vật ở Trung ương được thay thế các nhân vật là các quan chức cấp tỉnh – chỉ có 8,9% các thành viên của Ban chấp hành Trung ương khóa mới đến từ bộ máy Trung ương, trong khi 67% các thành viên mới có xuất thân cấp tỉnh hoặc Chính phủ.

#### Đối ngoại

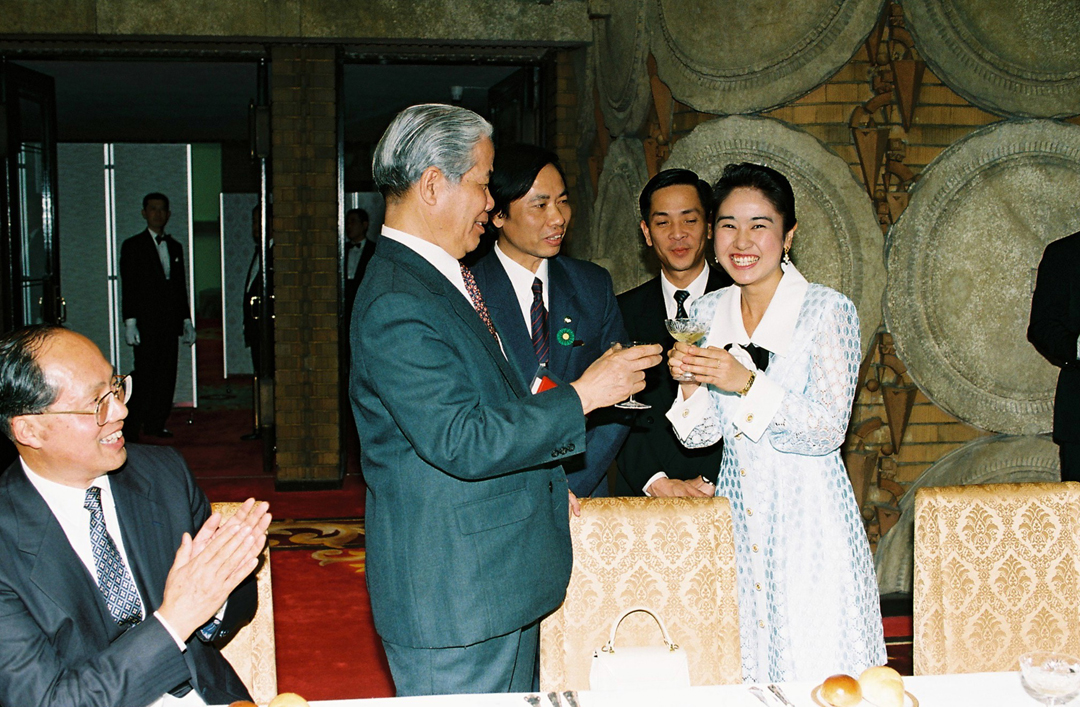
Đỗ Mười gặp nữ diễn viên Kobayashi Ayako (diễn viên chính của phim Oshin) trong chuyến thăm Nhật Bản năm 1995

Tại Hội nghị lần thứ 3 của Ban chấp hành Trung ương khóa VII (từ ngày 14 tới 18 tháng 7 năm 1992), Đỗ Mười tái khẳng định tầm quan trọng của chính sách đối ngoại của Đảng. Ông nhấn mạnh thêm "chính sách đối ngoại đóng một vai trò ngày càng quan trọng... Chúng ta nhận ra rằng trong thời đại hiện tại, không có quốc gia nào – bất kể mức độ phát triển cao thế nào – có thể đóng cửa [trước] thế giới. Với quốc gia có điểm khởi đầu rất nghèo nàn như Việt Nam, điều rất quan trọng là phải nỗ lực để tiếp cận được các nguồn lực bên ngoài." Trong khi tìm kiếm quan hệ với các nước phương Tây và tư bản, Đỗ Mười khẳng định tầm quan trọng của mối quan hệ tốt đẹp với "phong trào xã hội chủ nghĩa vì chủ quyền quốc gia, liên kết với Phong trào không liên kết và tất cả các lực lượng hòa bình và tiến bộ khác trên toàn thế giới." Ông bày tỏ về sự lo ngại của đảng rằng chính sách đối ngoại quá cởi mở sẽ làm suy yếu an ninh quốc gia: "Trong vài năm qua, các lực lượng thù địch đã không ngừng thực hiện các hành động phá hoại nước ta. Tuy nhiên, các mưu đồ và hành động tối tăm của chúng đều bị người dân ta vạch trần." Ý ông nói rằng trong khi Việt Nam sẽ tìm cách tăng cường sự hiện diện trên bình diện quốc tế, những mối quan hệ này sẽ không được phép thay đổi bản chất của chủ nghĩa xã hội tại Việt Nam.
Sau khi cuộc đảo chính tháng 8 thất bại tại Liên Xô và dẫn đến giải thể đất nước này, Đỗ Mười chính thức thừa nhận những thay đổi, nói với một nhóm cán bộ "Chủ nghĩa xã hội không còn tồn tại ở Liên Xô và các hoạt động của Đảng Cộng sản đã bị cấm." Trong khi bày tỏ thái độ tiếc thương với việc Liên Xô bị giải thể, Việt Nam công nhận Cộng đồng các Quốc gia Độc lập ngày 27 tháng 12 năm 1991 và xây dựng quan hệ với các quốc gia này.
Vào ngày 27 tháng 6, sau cuộc bầu cử đưa Đỗ Mười lên làm Tổng Bí thư, Giang Trạch Dân, Tổng Bí thư Đảng Cộng sản Trung Quốc, đã dùng dịp này để chúc mừng Đỗ Mười và tuyên bố rằng ông hy vọng quan hệ giữa Trung Quốc và Việt Nam sẽ được bình thường hóa, ở quy mô nhà nước cũng như quy mô đảng. Trong một loạt các cuộc họp vào tháng 7, mối quan hệ giữa hai nước tiếp tục được cải thiện và Lê Đức Anh được Đảng Cộng sản Trung Quốc mời sang thăm Trung Quốc. Bình thường hóa quan hệ xảy ra vào tháng 11 khi Đỗ Mười và Võ Văn Kiệt đến thăm Trung Quốc và tổ chức các cuộc thảo luận với Giang Trạch Dân và Thủ tướng Lý Bằng sau đó đã dẫn đến một hiệp nghị gồm 11 điểm. Các mối quan hệ tiếp tục được cải thiện vào năm 1992, khi một số cán bộ Đảng Cộng sản Việt Nam và Trung Quốc gặp nhau.
Với sự sụp đổ của chủ nghĩa cộng sản ở Đông Âu, Đặng Tiểu Bình, nhà lãnh đạo tối cao của Trung Quốc, đã bắt đầu ủng hộ việc thành lập một liên minh xã hội chủ nghĩa mới gồm Trung Quốc, Cuba, Bắc Triều Tiên, Cộng hòa Nhân dân Mông Cổ và Việt Nam. Một báo cáo lưu hành tại Trung Quốc vào tháng 8 năm 1991 đã hỗ trợ hình thành một liên bang xã hội chủ nghĩa quốc tế rời rạc của các nước xã hội chủ nghĩa còn lại. Đảng Cộng sản Việt Nam chia sẻ tình cảm của Đảng Cộng sản Trung Quốc và chuyển sang tăng cường quan hệ với các nước xã hội chủ nghĩa còn lại; quan hệ với Cuba đã được nhấn mạnh và Việt Nam đã ký một hiệp định kinh tế và thương mại với Bắc Triều Tiên vào năm 1991. Tính khả thi của một liên bang xã hội chủ nghĩa lỏng lẻo sẽ phụ thuộc vào các nước xã hội chủ nghĩa còn lại bỏ qua những khác biệt của họ và nhấn mạnh lợi ích chung; tuy nhiên, căng thẳng giữa Trung Quốc và Việt Nam vẫn còn gây nghi ngờ. Với sự tan rã của Liên Xô vào tháng 12 năm 1991, Trung Quốc đã từ bỏ ý tưởng này.
Trong khi quan hệ giữa Việt Nam và Lào đã không còn ở mức "đặc biệt" sau khi Việt Nam rút quân, hai nước vẫn chia sẻ ý thức hệ. Đỗ Mười và Võ Văn Kiệt đã thực hiện các chuyến đi riêng rẽ đến Lào vào năm 1992. Đỗ Mười đã dẫn đầu phái đoàn đến viếng Kaysone Phomvihane, cố Chủ tịch Ban Chấp hành Trung ương Đảng Nhân dân Cách mạng Lào (LPRP). Tuy nhiên, tại Đại hội LPRP lần thứ năm, các nhà lãnh đạo Lào đã khẳng định Trung Quốc là đối tác nước ngoài quan trọng nhất của nước này.
Vào tháng 2 năm 1992, Trung Quốc đã thông qua một đạo luật tuyên bố sở hữu toàn bộ Biển Đông. Khi vấn đề này được thảo luận tại Quốc hội Việt Nam, một cuộc tranh luận căng thẳng đã diễn ra. Trong khi một số người kêu gọi trừng phạt kinh tế hoặc thậm chí can thiệp quân sự, theo lời khuyên của Ban Đối ngoại Trung ương, một tuyên bố ngoại giao đã được thông qua như một cách phản ứng tốt nhất cho vấn đề này. Nguyễn Văn Linh đến thăm Trung Quốc để thảo luận về đạo luật mới, nhưng trong chuyến thăm, các quan chức Trung Quốc đã ký một thỏa thuận với Tập đoàn Năng lượng Crestone để thăm dò trên thềm lục địa của Việt Nam. Tại hội nghị lần thứ ba của Ban Chấp hành Trung ương khóa 7, những lời chỉ trích Trung Quốc rất dữ dội và Đỗ Mười đã cáo buộc Trung Quốc theo chủ nghĩa bá quyền. Đến năm 1995, Đỗ Mười dẫn đầu một phái đoàn sang Trung Quốc, gặp Giang Trạch Dân, Lý Bằng và những người khác để giải quyết mâu thuẫn.

### Nhiệm kỳ thứ hai (1996–1997)

#### Đối nội
Trước Đại hội Đảng lần thứ 8, sự tranh luận về vấn đề cải cách nên được thực hiện đến mức độ nào là hợp lý vẫn tiếp tục. Trong khi những tin đồn cho rằng Đại hội Đảng lần 8 sẽ bị trì hoãn, vấn đề đã có thể được thỏa hiệp tại hội nghị thứ 11 Ban Chấp hành Trung ương khóa 7. Ban Chấp hành Trung ương khóa 8 được Quốc hội bầu và 54% số thành viên được bầu là đương nhiệm. Trong số 19 thành viên, 9 người đã từ chức tại Đại hội Đảng lần thứ 8. Ban Bí thư đã bị bãi bỏ tại Đại hội này và được thay thế bởi Thường vụ Bộ Chính trị; Đỗ Mười là một trong năm thành viên của cơ quan mới này. Trong khi Thường vụ Bộ Chính trị ban đầu được hình thành để thay thế Bộ Chính trị là cơ quan ra quyết định cao nhất của đảng, Ban Chấp hành Trung ương đã phê bình Bộ Chính trị rằng Thường vụ Bộ Chính trị có quyền hạn không khác mấy so với Ban Bí thư trước đây. Đại hội Đảng lần thứ 8 đã không thể giải quyết tranh luận trong Ban Chấp hành Trung ương khóa 7.
Sau này, Đỗ Mười nói với các phóng viên trong Quốc hội tại sao ông phản đối những cải cách quá vội vã: "Tôi nghĩ chúng ta sẽ phải đẩy nhanh tiến độ phát triển. Phát triển chậm có nghĩa là đói, phải không nào? Nhưng đồng thời tôi muốn thấy hiệu quả và sự ổn định. Nếu chúng ta chạy quá nhanh và có vật cản trên đường thì có thể bị ngã."

#### Đối ngoại
Đỗ Mười đã tham dự Đại hội lần thứ sáu của Đảng Nhân dân Cách mạng Lào (tổ chức năm 1996).

## Từ chức, Cố vấn Ban Chấp hành Trung ương Đảng
Tại Hội nghị Trung ương lần thứ 4 họp ngày 26 tháng 12 năm 1997, Đỗ Mười quyết định từ nhiệm chức vụ Tổng Bí thư kiêm Bí thư Quân ủy Trung ương, thay thế ông là Lê Khả Phiêu. Theo Carlyle Thayer: "Hội nghị Trung ương 4 đã kết thúc giai đoạn chuyển đổi lãnh đạo đã được tiến hành từ Đại hội Đảng lần thứ 8 năm 1996, nhưng không giải quyết được sự phân hóa bên trong Đảng giữa quan điểm cải cách và bảo thủ." Đỗ Mười, cùng với Lê Đức Anh và Võ Văn Kiệt, được bổ nhiệm vào Cố vấn Ban Chấp hành Trung ương Đảng, nơi ông ở lại cho đến khi giải thể ban này vào năm 2001.
Sau khi từ chức, ông vẫn là một nhân vật có ảnh hưởng trong chính trị Việt Nam và tạo nên tác động đáng kể đối với các quyết định của Đảng Cộng sản Việt Nam.  Sau này Lê Đức Anh và Lê Khả Phiêu xảy ra bất đồng về vấn đề quy định quyền hạn của Ban cố vấn. Cả 3 Ủy viên của Hội đồng Cố vấn Ban chấp hành Trung ương thời điểm này là Đỗ Mười, Lê Đức Anh và Võ Văn Kiệt đã cùng nhau ký vào một lá đơn để phê bình Lê Khả Phiêu. Lê Khả Phiêu đã từ chức Tổng Bí thư trước thềm Đại hội Đảng Cộng sản Việt Nam lần thứ IX vì số phiếu ủng hộ thấp vào ngày 22 tháng 4 năm 2001, chức Cố vấn cũng bị bãi bỏ ngay sau Đại hội này.

## Qua đời
Đỗ Mười qua đời do tuổi già lúc 23 giờ 12 phút, ngày 1 tháng 10 năm 2018 khi đang điều trị tại Bệnh viện Trung ương Quân đội 108, Hà Nội, chỉ chưa đầy 2 tuần sau khi Chủ tịch nước Trần Đại Quang qua đời. Tang lễ của ông được tổ chức theo nghi thức quốc tang từ ngày 6 đến ngày 7 tháng 10 năm 2018.
Lễ viếng từ 7 giờ ngày 6 đến 7 giờ 30 phút ngày 7 tháng 10 tại Nhà tang lễ Quốc gia, Hà Nội (nơi đặt linh cữu của ông) và tại Hội trường Thống Nhất, Thành phố Hồ Chí Minh. Lễ truy điệu từ 9 giờ ngày 7 tháng 10, sáng cùng ngày, linh cữu được đưa ra xe tang để đưa về quê nhà an táng theo nguyện vọng của gia đình. Tại quê hương ông, lễ thăm viếng đã được diễn ra vào trưa cùng ngày tại quê nhà với sự có mặt của tất cả các lãnh đạo, nguyên lãnh đạo Đảng, Nhà nước và gia quyến. Lúc 13 giờ cùng ngày, linh cữu của Đỗ Mười được an táng tại quê hương Đông Mỹ, Thanh Trì, Hà Nội.
Nơi ông an táng đã được đổ bê tông quây móng để phục vụ người dân đến viếng. Không lâu sau đó, khu nhà lưu niệm cũng đã được xây tại đây.

## Phong cách lãnh đạo
Dưới thời của Đỗ Mười, ít nhất ba phiên họp toàn thể của Ban Chấp hành Trung ương được tổ chức mỗi năm. Ông đã đưa trật tự, thói quen và khả năng dự đoán vào hệ thống chính trị của đảng. Mỗi hội nghị tập trung vào các vấn đề chính và các cuộc thảo luận diễn ra trong môi trường chuyên sâu và quyết liệt. Dưới sự chỉ đạo của Đỗ Mười, Ban Chấp hành Trung ương tập trung vào các vấn đề quốc gia chứ không phải về đảng như dưới thời Nguyễn Văn Linh. Theo Louis Stern: "[Đỗ] Mười đã đưa vào phiên họp toàn thể một quá trình làm việc theo từng nhóm nhỏ trong việc chuẩn bị xem xét chính sách cụ thể, [từ đó] thu hút sự tham gia đóng góp ý kiến từ các chuyên gia kỹ thuật, 'những nhóm nhà khoa học' không xác định, 'giới trí thức trong và ngoài nước' (có thể đang ám chỉ các nhà đầu tư, doanh nhân và nhà kinh tế Việt Nam sinh sống tại hải ngoại), các cựu chiến binh, cũng như theo phân loại thông thường gồm cán bộ, đảng viên và đại diện Đảng ủy." Các nhóm này được trao quyền chuẩn bị và nhận báo cáo dành cho Ban Chấp hành Trung ương trước và tiến hành chuẩn bị các đề xuất hoặc nhận xét về các tài liệu cụ thể được đưa ra trong hội nghị.
Trong suốt thời kỳ lãnh đạo của mình, Đỗ Mười đã cố gắng dẫn dắt các cuộc tranh luận của Ban Chấp hành Trung ương đến sự đồng thuận. Ông bỏ qua các vấn đề gây tranh cãi nhằm tránh sự chia rẽ trong Ban Chấp hành. Khi không đạt được đồng thuận, như trường hợp của Hội nghị lần thứ 8 Ban Chấp hành Trung ương khóa 7 khi nó không đưa ra được một chỉ dẫn phù hợp theo hướng công tác tư tưởng, nhiệm vụ sửa đổi và cải thiện các quyết sách của Ban Chấp hành Trung ương sau đó được chuyển sang cho Bộ Chính trị khóa 7. Theo giáo sư Alexander Vuving của Trung tâm Nghiên cứu An ninh châu Á – Thái Bình Dương Daniel K. Inouye, sự lãnh đạo của Đỗ Mười không theo quy luật cụ thể nào: có lúc ông uyển chuyển, thực tế nhưng có lúc lại khuôn mẫu, lý thuyết.
Ngược lại với Nguyễn Văn Linh, Đỗ Mười đã tìm kiếm nền tảng chung với Ban Chấp hành Trung ương hơn là tự vận động cho những quan điểm của riêng minh. Trong bài phát biểu và trong các cuộc tranh luận, Đỗ Mười ít tranh cãi và khi phát biểu, ông ủng hộ các nguyên tắc truyền thống của Đảng Cộng sản. Theo Louis Stern, "Không giống như Nguyễn Văn Linh, [Đỗ] Mười không tìm cách vạch ra các giải pháp thay thế độc đáo cho các vấn đề dai dẳng, đề xuất các cách tiếp cận độc đáo cho các vấn đề, hoặc lập ra một sự đồng thuận mới về các vấn đề quan trọng. Ít cứng rắn hơn người tiền nhiệm Nguyễn Văn Linh trong việc thúc giục người khác ủng hộ quan điểm của mình, [Đỗ] Mười thiên về khía cạnh bảo thủ hơn đối với một số vấn đề", chẳng hạn như ông ủng hộ vai trò chủ đạo của nhà nước đối với nền kinh tế và duy trì quyền kiểm soát đất nước một cách chặt chẽ của Đảng.

## Quan điểm chính trị

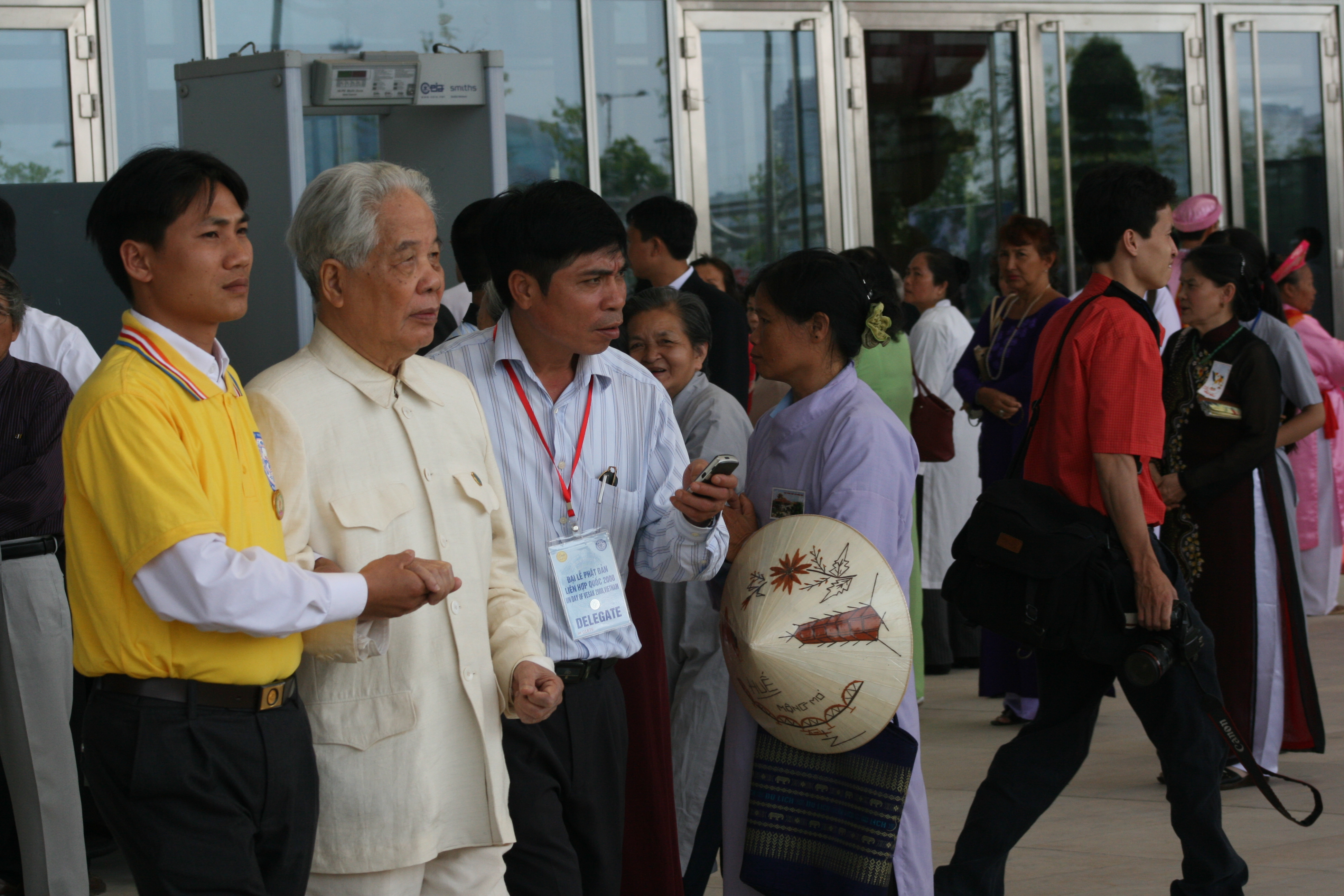
Đỗ Mười tại Đại Lễ Phật đản Liên hợp quốc 2008

Đỗ Mười tin vào "tiến trình tiến hóa của cải cách chính trị" bắt đầu tại Đại hội toàn quốc lần thứ VI. Cải cách trong lĩnh vực kinh tế là vô cùng quan trọng, trong khi cải cách chính trị là thứ yếu. Tuy nhiên, ông tin rằng việc thực hiện cải cách theo kinh tế thị trường sẽ làm bộc lộ những điểm yếu trong hệ thống chính trị, cũng như gây ra những mặt trái như tham nhũng, tệ nạn xã hội, suy thoái đạo đức. Đỗ Mười không muốn thay đổi hệ thống chính trị, chỉ muốn cải thiện nó. Thêm vào đó, những thay đổi đối với luật pháp và cơ chế điều hành cần phải căn cứ vào ý thức hệ của chủ nghĩa Marx–Lenin và Tư tưởng Hồ Chí Minh. Ông phản đối những ý kiến đòi bãi bỏ "sự lãnh đạo độc tôn của Đảng và trả lại tất cả quyền lực cho người dân", cái mà ông gọi là "những lý lẽ mị dân dưới cái cớ đổi mới dân chủ " Ông ủng hộ dân chủ hóa quá trình ra quyết định của Đảng, đồng thời rất tin tưởng sâu sắc vào nguyên tắc tập trung dân chủ.
Đỗ Mười ủng hộ ý tưởng bán cổ phần ưu đãi trong doanh nghiệp nhà nước cho người lao động, phương án chia lợi nhuận, "và bán phần trăm doanh nghiệp nhà nước cho 'tổ chức và cá nhân bên ngoài' để tạo điều kiện cho người lao động trở thành chủ sở hữu thực sự của doanh nghiệp." Ông thường chỉ ra tầm quan trọng của công nghiệp hóa không chỉ là tư liệu sản xuất mà còn là một sự thay đổi kinh tế xã hội toàn diện. Ông cũng nhấn mạnh tính cần thiết phải "bắt kịp tiến bộ thế giới" bằng cách thúc đẩy các chiến lược kinh tế phát huy thế mạnh của Việt Nam. Ông tuyên bố rằng chương trình công nghiệp hóa sẽ được quản lý theo cơ chế thị trường, nhưng khu vực nhà nước sẽ hướng dẫn và kiểm soát quá trình thị trường hóa.
Đỗ Mười ủng hộ và không bao giờ phản đối tự do báo chí, tự do tư tưởng, nhưng ông sẵn sàng phê phán những người chống lại mục tiêu xã hội chủ nghĩa. Tại Đại hội Nhà văn lần thứ 4, Đỗ Mười tuyên bố một số tác phẩm văn học nhất định đã "bôi nhọ Đảng và lãnh đạo nhà nước và làm xói mòn niềm tin của nhân dân vào Đảng và nhà nước." Trong một cuộc họp báo vào năm 1992, ông nói rằng "thông tin phải được định hướng" và báo chí vẫn phải "là lực lượng chính trên mặt trận ý thức hệ và văn hóa." Ông tiếp tục chỉ trích những phương tiện truyền thông đã lợi dụng quyền tự do báo chí để chỉ trích Đảng Cộng sản và chủ nghĩa xã hội. Vào năm 1993, Đỗ Mười cảnh báo rằng báo chí có hiện tượng bị "thương mại hóa" do các cải cách kinh tế.

## Di sản

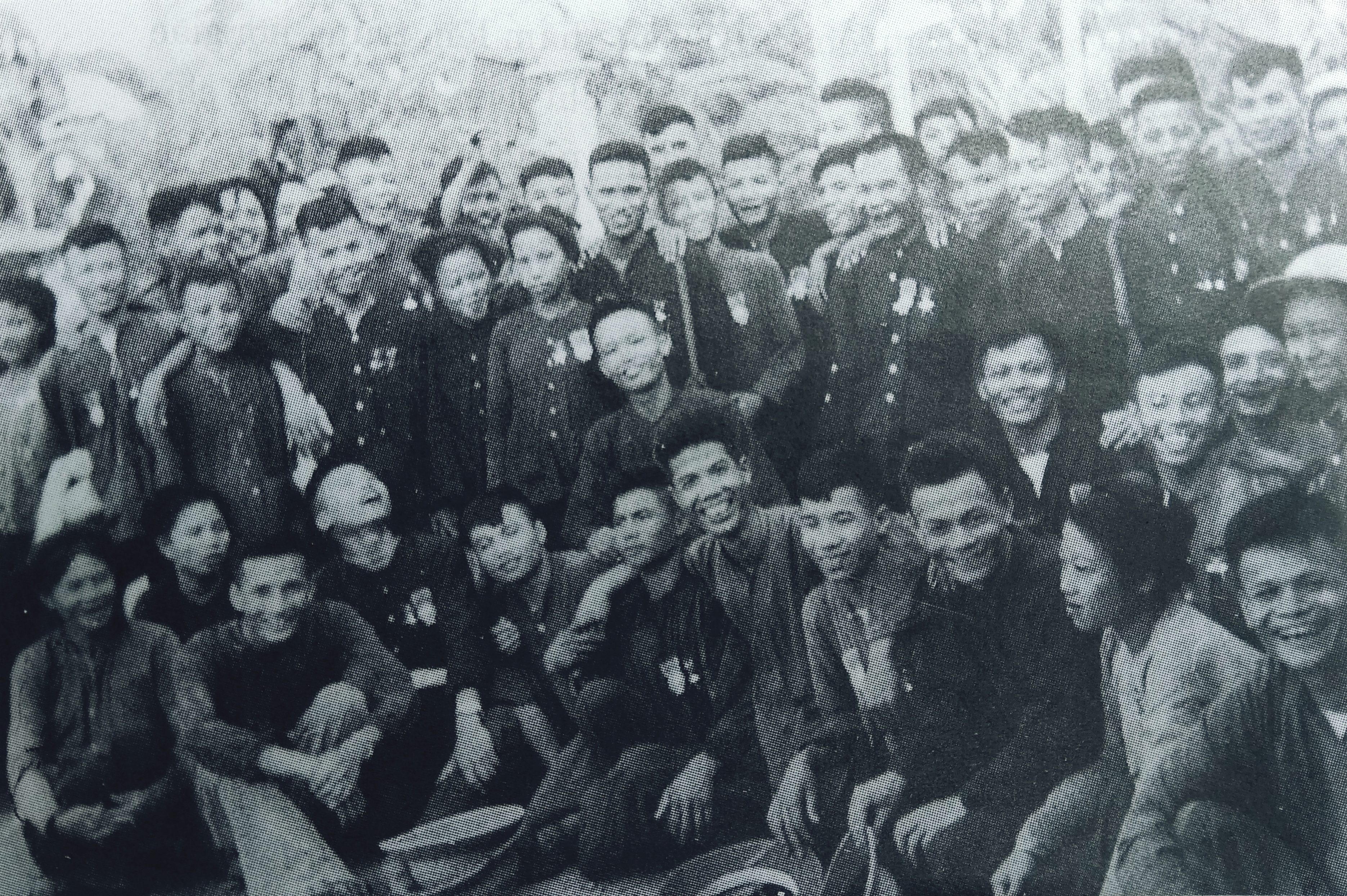
Đỗ Mười cùng những người đồng đội tại khu Tả Ngạn năm 1952

Dưới góc nhìn của bên ngoài, Đỗ Mười là một nhà lãnh đạo không được đánh giá cao, nhưng trong nội bộ Đảng Cộng sản Việt Nam, tầm vóc của ông rất lớn, ông được các quan chức trong Đảng tôn xưng là "Người cha già của nền chính trị Việt Nam" bởi giai đoạn ông nắm quyền là thời điểm vô cùng khó khăn đối với Đảng.
Sau khi Liên Xô sụp đổ, nhiều ý kiến trong và ngoài nước, thậm chí ngay trong chính nội bộ Đảng đã dấy lên hiềm nghi về tính ưu việt và sự lãnh đạo độc tôn của Đảng, phong trào này lan nhanh làm xói mòn lòng tin, và suy giảm sức chiến đấu của một bộ phận cán bộ Đảng viên thời bấy giờ, tác động mạnh mẽ đến sự sống còn của Đảng. Trước tình cảnh cấp bách này, khi Chủ nghĩa xét lại đang lan rộng, Đỗ Mười đã đóng một vai trò lớn trong việc ổn định trật tự, củng cố niềm tin và dần dẫn dắt Đảng vượt qua mọi khó khăn, tránh được một cuộc khủng hoảng chính trị theo hiệu ứng domino sau sự sụp đổ của Liên xô và khối Xã hội chủ nghĩa Đông Âu.
Thế giới phương Tây có ít tác phẩm viết về ông, hoặc những đóng góp của ông. Một cách giải thích cho việc này là: nghiên cứu về các nhà lãnh đạo chính trị đã trở nên lỗi thời trong bộ môn khoa học chính trị. Những nguồn tin từ Việt Nam đã không nêu rõ sự tham gia của ông trong quá trình cải cách và các hoạt động trong Đảng. Theo Sophie Quinn-Judge, nhà lãnh đạo Đỗ Mười "ghi dấu ấn bằng việc khẳng định lại tính ưu việt của Đảng Cộng sản và quá khứ anh hùng của nó. Đó là vào năm 1991, khi Tư tưởng Hồ Chí Minh – những học thuyết được trích xuất từ các tác phẩm của Hồ Chí Minh – trở thành một trong các ý thức hệ chính của quốc gia, cùng với chủ nghĩa Marx–Lenin.
Nhà nghiên cứu Nguyễn Khắc Mai, cựu Vụ trưởng Nghiên cứu thuộc Ban Dân vận Trung ương cho rằng: "Một trong hai sự kiện nổi trội liên quan đến ông Đỗ Mười (cùng với việc dự Hội nghị Thành Đô) là chủ trương đánh tư sản hay còn gọi là cải tạo công thương nghiệp. " Chính sách này gây xáo trộn nền kinh tế, nhưng về dài hạn đã phá bỏ sự lũng đoạn kinh tế của khối người Hoa ở miền nam. Trong nhiều năm, ông Đỗ Mười có vẻ rất tự hào về việc này. Nhưng nhiều ý kiến khác lại cho rằng, đó là sự quyết định của cả một tập thể lãnh đạo trong bối cảnh khi đó, chứ không thể coi việc tiến hành cải tạo công thương nghiệp miền Nam sau 1975 cho riêng cá nhân ông Mười, xét trên bình diện khách quan Đỗ Mười chỉ là người chấp hành các chỉ thị, nghị quyết của tập thể lãnh đạo giao phó, tuy nhiên cũng không thể phủ nhận ông Mười với tư cách là Tư lệnh cải tạo Công Thương Nghiệp đã chỉ đạo thực hiện công cuộc cải cách rất quyến liệt.
Tiến sĩ Lê Đăng Doanh nhìn nhận Đỗ Mười là một trong những người góp công lớn để Việt Nam vượt qua khủng hoảng kinh tế cuối những năm 1980, đồng thời ông cũng đồng tình với các quan điểm cho rằng chủ trương "cải tạo công thương" là quyết định của tập thể lãnh đạo Đảng Cộng sản Việt Nam, và không phải là chủ trương của riêng ông Đỗ Mười  Vũ Quang Minh, Đại sứ Việt Nam tại Campuchia nhận xét giai đoạn Đỗ Mười làm Tổng Bí thư là lúc Việt Nam có những dấu mốc lịch sử "có ý nghĩa chiến lược sống còn và những đột phá chưa từng có về đối ngoại."
Thời báo Tài chính (Anh) cho rằng, trên cương vị Tổng Bí thư, Đỗ Mười đã mở ra thời kỳ mới cho đối ngoại Việt Nam, làm nổi bật hình ảnh của Việt Nam trên trường quốc tế. Tờ báo cũng nhận định: "Năm 1995, ông đã thực hiện chuyến thăm đầu tiên đến các nước phương Tây là Úc và New Zealand ở tuổi 78." Một trang báo khác cũng cho rằng, Đỗ Mười đã giữ vai trò quan trọng trong việc tiếp tục cải cách kinh tế và hội nhập quốc tế của Việt Nam.

## Gia đình
Đỗ Mười kết hôn với người vợ đầu vào năm ông 18 tuổi. Người vợ thứ hai của ông là bà Tạ Thị Thanh (đã qua đời), bà quê ở xã Diễn Kim, huyện Diễn Châu, tỉnh Nghệ An. Tạ Thị Thanh là một bác sĩ sản khoa và từng đảm nhiệm chức vụ Bí thư Đảng ủy – Phó Giám đốc Bệnh viện C (nay là Bệnh viện Phụ sản Trung ương). Bà là người vợ thứ hai của ông được ông Nguyễn Văn Trân (1917–2018), nguyên Bí thư Xứ ủy Bắc kỳ làm mối, sau khi người vợ đầu của ông mất vào những năm ông hoạt động ở khu Tả ngạn sông Hồng.
Theo báo chí và các phương tiện truyền thông chính thức của Việt Nam, Đỗ Mười và người vợ thứ của ông có hai người con, một trai một gái. Con trai ông tên là Nguyễn Duy Trung là người đã thay mặt gia quyến đọc lời cảm tạ trong lễ truy điệu của bố vào ngày 7 tháng 10 năm 2018.

## Vinh danh
- Huân chương Cách mạng Tháng Mười (1987).[99]
- Huân chương Sao Vàng (1997).[100]
- Huy hiệu 70 năm tuổi Đảng (2009).[101]
- Huy hiệu 75 năm tuổi Đảng (2014).[102]
- Huy hiệu 80 năm tuổi Đảng (2018).[103]
- Huân chương Mặt trời mọc (2018).[104]

Hiện nay, tên của ông được đặt tên cho một tuyến đường ở Hà Nội, nối từ ngã tư Giải Phóng – Ngọc Hồi – Hoàng Liệt (cạnh phía sau bến xe Nước Ngầm và phía trước hồ Linh Đàm) đi qua công viên Yên Sở, ngã ba Tam Trinh, khu đô thị Gamuda Yên Sở đến đầu phía nam cầu Thanh Trì ở cạnh cuối đường Lĩnh Nam. Ngoài ra ở Hải Phòng và Thành phố Hồ Chí Minh cũng có những tuyến đường mang tên ông.

### Báo và tạp chí
- Abuza, Zachary (tháng 12 năm 1998). "Leadership Transition in Vietnam since the Eighth Party Congress: The Unfinished Congress". Asian Survey. Quyển 38 số 12. Nhà xuất bản Đại học California. tr. 1105–1121. doi:10.1525/as.1998.38.12.01p0398i. Lưu trữ bản gốc ngày 2 tháng 10 năm 2015. Truy cập ngày 2 tháng 10 năm 2018.
- Abuza, Zachary (tháng 4 năm 2002). "The Lessons of Le Kha Phieu: Changing Rules in Vietnamese politics" (PDF). Contemporary Southeast Asia. Quyển 24 số 1. Viện Nghiên cứu Đông Nam Á. tr. 121–145. doi:10.1355/cs24-1h. Bản gốc (PDF) lưu trữ ngày 4 tháng 3 năm 2016. Truy cập ngày 2 tháng 10 năm 2018.
- Abrami, Regina (25–26 tháng 5 năm 2007). "Vietnam through Chinese Eyes: Comparing Vertical and Horizontal Accountability in Single-Party Regimes" (PDF). Trường Kinh doanh Harvard.[liên kết hỏng]
- Abrami, Regina; Malesky, Edmund; Zheng, Yu (2008). "Accountability and Inequality in Single-Party Regimes: A Comparative Analysis of Vietnam and China" (PDF). Trường Kinh doanh Harvard. Lưu trữ (PDF) bản gốc ngày 6 tháng 6 năm 2012.
- Goodman, Allan E. (tháng 1 năm 1995). "Vietnam in 1994: With Peace at Hand". Asian Survey. Quyển 35 số 1. Nhà xuất bản Đại học California. tr. 92–99. doi:10.1525/as.1995.35.1.00p04627. Lưu trữ bản gốc ngày 28 tháng 1 năm 2021. Truy cập ngày 2 tháng 10 năm 2018.
- Johnson, Stephen T. (tháng 1 năm 1993). "Laos in 1992: Succession and Consolidation". Asian Survey. Quyển 33 số 1. Nhà xuất bản Đại học California. tr. 75–82. doi:10.2307/2645289. Lưu trữ bản gốc ngày 28 tháng 1 năm 2021. Truy cập ngày 2 tháng 10 năm 2018.
- Pike, Douglas (tháng 1 năm 1994). "Vietnam in 1993: Uncertainty Closes In". Asian Survey. Quyển 34 số 1. Nhà xuất bản Đại học California. tr. 64–71. doi:10.1525/as.1994.34.1.00p03507. Lưu trữ bản gốc ngày 28 tháng 1 năm 2021. Truy cập ngày 2 tháng 10 năm 2018.
- Sidel, Mark (tháng 1 năm 1998). "Vietnam in 1997: A Year of Challenges". Asian Survey. Quyển 38 số 1. Nhà xuất bản Đại học California. tr. 80–90. doi:10.2307/2645471.
- Stern, Lewis (tháng 10 năm 1995). "Party Plenums and Leadership Style in Vietnam". Asian Survey. Quyển 35 số 10. Nhà xuất bản Đại học California. tr. 909–921. doi:10.1525/as.1995.35.10.01p0060c. JSTOR 2645566.
- Womack, Brantly (tháng 1 năm 1996). "Vietnam in 1995: Successes in Peace". Asian Survey. Quyển 36 số 1. Nhà xuất bản Đại học California. tr. 73–82. doi:10.1525/as.1996.36.1.01p0089h. Lưu trữ bản gốc ngày 28 tháng 1 năm 2021. Truy cập ngày 2 tháng 10 năm 2018.
- Womack, Brantly (tháng 1 năm 1997). "Vietnam in 1996: Reform Immobilism". Asian Survey. Quyển 37 số 1. Nhà xuất bản Đại học California. tr. 79–87. doi:10.1525/as.1997.37.1.01p0204c. Lưu trữ bản gốc ngày 28 tháng 1 năm 2021. Truy cập ngày 2 tháng 10 năm 2018.
- Quinn-Judge, Sophie (tháng 9 năm 2006). "Vietnam's Bumpy Road to Reform" (PDF). Current History. Quyển 105 số 692. Daniel Mark Redmond. tr. 284–289. Lưu trữ (PDF) bản gốc ngày 8 tháng 6 năm 2015. Truy cập ngày 2 tháng 10 năm 2018.

### Sách
- Abuza, Zachary (2001). Renovating Politics in Contemporary Vietnam. Lynne Rienner Publishers. ISBN 9781555879617.
- Corfield, Justin (2008). The History of Vietnam. ABC-CLIO. ISBN 9780313341946.
- Elliott, David W.P. (2012). Changing Worlds: Vietnam's Transition from Cold War to Globalization. Nhà xuất bản Đại học Oxford. ISBN 978-0195383348.
- Europa Publications (2002). Far East and Australasia. Routledge. ISBN 9781857431339.{{Chú thích sách}}:  Quản lý CS1: ref trùng mặc định (liên kết)
- Frost, Frank (1993). Vietnam's Foreign Relations: Dynamics of Change. Pacific Strategic Papers. Quyển 6. Viện Nghiên cứu Đông Nam Á. ISBN 978-9813016651.
- Gale Research Inc (1998). Encyclopedia of World Biography: Diderot-Forbes. Quyển 5. Gale Research. ISBN 9780787622213.{{Chú thích sách}}:  Quản lý CS1: ref trùng mặc định (liên kết)
- Guo, Sujian (2006). The Political Economy of Asian Transition from Communism. Ashgate Publishing Company. ISBN 978-0754647355.
- Largo; và đồng nghiệp (2002). Vietnam: Current Issues and Historical Background. Nova Publishers. ISBN 978-1590333686.
- Leifer, Michael (1995). Dictionary of the Modern Politics of South-East Asia. Taylor & Francis. ISBN 0415042194.
- Staff writers (2002). Vietnam: Current Issues and Historical Background. Nova Publishers. ISBN 978-1590333686.{{Chú thích sách}}:  Quản lý CS1: ref trùng mặc định (liên kết)
- Stern, Lewis (1993). Renovating the Vietnamese Communist Party: Nguyen Van Linh and the Programme for Organizational Reform, 1987–91. Viện Nghiên cứu Đông Nam Á. ISBN 978-9813016552.
- Vang, Pobzeb (2008). Five Principles of Chinese Foreign Policies. AuthorHouse. ISBN 9781434369710.
- Thai Quang Trung (2002). Collective Leadership and Factionalism: an Essay on Ho Chi Minh's Legacy. Viện Nghiên cứu Đông Nam Á. ISBN 9789971988012.
- Thayer, Carlyle Alan; Amer, Ramses (1999). Vietnamese Foreign Policy in Transition. Viện Nghiên cứu Đông Nam Á. ISBN 9789812300256.
- Tucker, Spencer C. (2011). The Encyclopedia of the Vietnam War: A Political, Social and Military History. ABC-CLIO. ISBN 9781851099610.
- Nguyễn Văn Canh; Cooper, Earle (1983). Vietnam under Communism, 1975–1982. Hoover Press. ISBN 9780817978518.
- Võ Nhân Trí (1990). Vietnam's Economic Policy since 1975. Viện Nghiên cứu Đông Nam Á. ISBN 9789813035546.
- Lê Văn Ba (2006). Kể chuyện nhà tù Hỏa Lò. Hà Nội: Nhà xuất bản Văn hóa dân tộc. OCLC 952003469. Lưu trữ bản gốc ngày 28 tháng 1 năm 2021. Truy cập ngày 28 tháng 1 năm 2021.
- Lê Hải Triều (2006). Đảng cộng sản Việt Nam: mười mốc son lịch sử. Hà Nội: Nhà xuất bản Văn hóa thông tin. OCLC 209573072. Lưu trữ bản gốc ngày 28 tháng 1 năm 2021. Truy cập ngày 28 tháng 1 năm 2021.
- Thông tấn xã Việt Nam (2000). Chính phủ Việt Nam, 1945-2000: tư liệu. Hà Nội: Nhà xuất bản Chính trị quốc gia. OCLC 52257533. Lưu trữ bản gốc ngày 28 tháng 1 năm 2021. Truy cập ngày 28 tháng 1 năm 2021.
- Nguyễn Phi Hồng (1990). Quân khu 3, lịch sử kháng chiến chống thực dân Pháp. Hà Nội: Nhà xuất bản Quân đội nhân dân. OCLC 953373546. Lưu trữ bản gốc ngày 28 tháng 1 năm 2021. Truy cập ngày 28 tháng 1 năm 2021.
- Đinh Văn Liên; Phạm Ngọc Bích (2000). Hỏi và đáp về lịch sử Đảng cộng sản Việt Nam. Thành phố Hồ Chí Minh: Nhà xuất bản Trẻ. OCLC 44917375. Lưu trữ bản gốc ngày 28 tháng 1 năm 2021. Truy cập ngày 28 tháng 1 năm 2021.
- Dương Đức Quảng (2008). Chính phủ Việt Nam từ 1945 đến nhiệm kỳ quốc hội khóa XII (2007-2011): tư liệu. Hà Nội: Nhà xuất bản Thông tấn. OCLC 275155732. Lưu trữ bản gốc ngày 28 tháng 1 năm 2021. Truy cập ngày 28 tháng 1 năm 2021.